# Ultraviolet (Light My Way)
Ultra Violet (Light My Way) es una canción de la banda irlandesa de rock U2. Es la décima pista del álbum de 1991, Achtung Baby. Aparentemente sobre el amor y la dependencia, la canción también se presta a interpretaciones religiosas, con oyentes que encuentran alusiones al Libro de Job y escritores que encuentran significado espiritual en su invocación del espectro de luz.
La composición y grabación de la canción incorpora elementos serios y descartables, de acuerdo con el resto de Achtung Baby. Si bien no se lanzó como sencillo, la canción apareció en dos películas y una empresa comercial de U2 recibió su nombre. "Ultraviolet" desempeñó un papel destacado durante la codificación de la gira del grupo Zoo TV Tour de 1992-1993, la gira U2 360° Tour de 2009-2011 y las giras Joshua Tree 2017 y 2019.

## Grabación
"Ultra Violet (Light My Way)" procede de dos demos, uno llamado "Ultra Violet" y la otra "69" (que acabaría evolucionando hasta transformarse en el tema "Lady with the Spinning Head", incluido como cara-B del sencillo One) y el otro "Light My Way". En el transcurso de las sesiones de grabación, U2 agregó varias sobregrabaciones a la canción, pero el productor Brian Eno creía que estas adiciones impactaron negativamente la canción. Eno ayudó al grupo a editar la canción, y explicó su ayuda como tal: "Entraba y decía: 'La canción se ha ido, lo que sea que te haya gustado de esta canción ya no está allí.' A veces, por ejemplo , la canción habría desaparecido bajo capas de doblajes".

## Composición e interpretación
"Ultraviolet (Light My Way)" está escrito en un compás de 4/4. Las letras de "Ultraviolet (Light My Way)" están dirigidas a un amante e implican que su relación se ve amenazada por algún tipo de crisis personal o espiritual, junto con una sensación de inquietud por las obligaciones. De hecho, el vocalista Bono ha llamado la canción "un poco perturbada".
La canción comienza con 45 segundos de sintetizadores suaves y voces etéreas, algo similar a la atmósfera de las canciones del grupo de principios de la década de 1980 "Tomorrow" y "Drowning Man"; durante esto, Bono se lamenta de que "a veces tengo ganas de salir". Esto es seguido por la entrada de la batería y la guitarra en un ritmo familiar de U2, mientras Bono describe las cargas del amor y cómo está "en lo oscuro; no puedo ver ni ser visto ". Cada verso culmina con el estribillo "Nena, nena, nena, ilumina mi camino". Flood, quien diseñó y mezcló la grabación, notó que hubo una considerable risa y debate durante las sesiones sobre si Bono podría salirse con la suya cantando los repetidos "nena", uno de los clichés más utilizados en las canciones pop y uno que había evitado hasta ese momento en su composición; Flood luego comentó que "se salió con la suya perfectamente". Aunque la canción es aparentemente sobre amor y dependencia, como muchas canciones de U2, también se presta a interpretaciones religiosas. Los oyentes han escuchado una alusión al Libro de Job 29: 2–3 y su relato de Dios sirviendo como una lámpara sobre la cabeza de Job caminando en la oscuridad. Robyn Brothers sugiere que la luz ultravioleta es "una metáfora de una fuerza divina que no se ve a simple vista y, en última instancia, no se puede conocer al intelecto humano". Por el contrario, Steve Stockman, autor de Walk On: The Spiritual Journey Of U2, considera que "Ultraviolet" trata de la esposa de Bono, Ali Hewson, y "cómo cuando se siente como basura, ella lo limpia", pero dice que hay una buena razón para interpretar que la canción trata igualmente de Dios". El título de la canción respalda esta opinión: el índigo y el violeta rara vez aparecen en las letras de las canciones con tanta frecuencia como otros colores, mientras que el ultravioleta representa una longitud de onda invisible más allá del espectro visible.
Como tal, el título evoca la imagen de la luz negra o una fuerza invisible que impregna la oscuridad, cuyas connotaciones son espirituales y personales, así como tecnológicas, que reflejan temas de alienación moderna explorados en otros lugares de Achtung Baby y su álbum de seguimiento, Zooropa. Dianne Ebertt Beeaff, autora de A Grand Madness: Ten Years on the Road with U2, considera que el narrador de la canción anhela asistencia de cualquier fuente, religiosa o secular: "Esta es una verdadera súplica, un deseo cansado de desaparecer. . Un hombre ahogado desesperado por tomarse de las manos en la oscuridad, para que alguien más señale el camino, para estar seguro y oscuro ". Atara Stein ve a "Ultraviolet "como una de varias selecciones en el álbum en el que el protagonista en crisis ha elevado a su amante a un objeto de adoración, desesperado porque ella "vuelva a su papel inicial como su guía y salvación".
"Ultraviolet" es también una de varias canciones que Bono ha escrito sobre el tema de la mujer como espíritu, y se hace eco de la canción de la banda de 1980 "Shadows and Tall Trees" al yuxtaponer el amor con la imagen de los techos. Bono recicló inconscientemente en la letra una frase del poema "Suspenders" de Raymond Carver, de finales de la década de 1980, sobre el silencio que entra en una casa donde nadie puede dormir. En el orden de ejecución de Achtung Baby, "Ultraviolet" sirve, con las otras dos canciones al final del álbum, "Acrobat" y "Love Is Blindness", para explorar cómo las parejas enfrentan la tarea de reconciliar el sufrimiento que se han impuesto mutuamente.
La canción presenta un ritmo de "llave telegráfica" al estilo de sonido Motown, que le dio la sensación de una canción pop. Esto y el refrán "baby, baby" le dieron a la canción una cualidad desechable que encajaba con la misión de Achtung Baby de deconstruir la imagen de U2. Paradójicamente, el arreglo también presentaba el estilo de guitarra "repeato-riff" de U2 en los años 80 y el resto de la letra era una canción de amor seria que trataba temas de ansiedad y desesperación. Bono ha descrito "Ultraviolet" como "una canción épica de U2 [pero] la clave de la misma dejó mi voz en un lugar de conversación y permitió un tipo diferente de escritura lírica". El productor Eno escribió que una combinación de opuestos dentro de cada canción era una característica de Achtung Baby y que, como parte de eso, "Ultraviolet" tenía una "melancolía de helicóptero". En el paquete del álbum de Achtung Baby, "Ultraviolet" se presenta junto a una fotografía de un edificio de Berlín dn ruinas que tiene un Trabant estacionado frente a él.

## Recepción
Rolling Stone señaló que "Ultraviolet" era una de las canciones del álbum que más se asemejaba al pasado del grupo que su nuevo sonido, y dijo que los "repiquetes de Edge en [él] son instantáneamente reconocibles". Jon Pareles de The New York Times escribió que, en comparación con gran parte de las sombrías descripciones de las relaciones personales del álbum, "Ultraviolet" describe el amor como un refugio. En contraste, el escritor de U2, John Jobling, considera a "Ultraviolet" como una continuación del tema del álbum de "dos personas destrozándose", a pesar de su arreglo de "pop espectral".
El Boston Globe escuchó ecos de la canción de 1966 de los Rolling Stones "Out of Time" en el coro de "Ultraviolet". Entertainment Weekly lo llamó lo más destacado del álbum, "donde la voz altísima de Bono y la guitarra puntillista de Edge se fusionan para crear uno de esos momentos edificantes por los que escuchamos a U2". Scott Calhoun, profesor de literatura de la Universidad de Cedarville, dice de una parte de la letra de "Ultraviolet": "Es tan evocadora y funciona como una escritura hermosa fuera de la música. Puede sostenerse por sí sola en la página y, por supuesto, es aún más eficaz cuando se acompaña por la música ".
Otros escritores se mostraron menos entusiastas. La revista Q sintió que la canción era débil y que "Bono recae en su viejo hábito de tratar de ser 'inspirador' subiendo la temperatura desde el fuego lento hasta el deshielo entre la estrofa y el estribillo". Los cronistas de U2 Bill Graham y Caroline van Oosten de Boer también ve la canción como un retroceso al sonido anterior del grupo, pero dice que "la banda no desarrolla lo suficiente la idea inicial para justificar los cinco minutos de 'Ultra Violet'".
Si bien "Ultraviolet" no se lanzó como sencillo, se usó en una escena al final de la película Click de Adam Sandler de 2006, en la que el personaje de Sandler conduce a casa desde Bed, Bath and Beyond para ver feliz a su familia y compensar los errores que cometió con su control remoto universal. También apareció en la película de 2007 The Diving Bell and the Butterfly.
El nombre Ultra Violet también se le dio a una de las iniciativas comerciales improvisadas de U2 a mediados de la década de 1990, una empresa de comercialización conjunta con la división Winterland de MCA Inc.; la sociedad pronto se disolvió, pero no antes de producir varios cientos de miles de pares de gafas "Fly" de Bono.

## En directo
La canción se tocó en directo por primera vez en la gira Zoo TV de 1992-93, y se mantuvo en el repertorio durante casi toda la gira, siempre interpretándose en los bises, justo después de que Bono, caracterizado como "The Mirror Ball Man" o como "MacPhisto", hiciera una llamada telefónica o soltara un discurso. No volvió a reproducirse en directo hasta 2009, 16 años después, cuando fue incluida de nuevo para la gira U2 360° entre 2009-11. A partir de la tercera manga, comenzó a alternarse en los bises con la canción Hold Me, Thrill Me, Kiss Me, Kill Me; cuando se tocaba una, se obviaba la otra, aunque «Ultra Violet» fue incluida en más shows. Posteriormente, también fue incluida en las giras The Joshua Tree Tour 2017 y 2019, nuevamente en los bises durante ambas giras. También fue incluida en la serie de conciertos residenciales U2:UV Achtung Baby Live at Sphere de 2022-23.
En el Zoo TV Tour se puso en escena con luces plateadas y malva lanzadas contra dos bolas brillantes, haciendo que fragmentos de luz giraran alrededor de la audiencia, y con láseres que destellaban en ritmos rápidos. Anthony DeCurtis, de Rolling Stone, caracterizó su esencia como "búsqueda desesperada" y dijo que ayudó a hacer la transición del programa de Zoo TV hacia una conclusión ambigua e introspectiva. Se convirtió en la canción en vivo favorita del escritor Beeaff en la gira, con el canto intenso y desenfrenado de Bono produciendo una fuerte energía comunitaria; destacó el espectáculo del Hampton Coliseum de marzo de 1992 como uno en el que la actuación ferviente de Bono se acercó al punto de ruptura emocional y generó "una experiencia trascendente y agotadora para todos". Aunque reconocer que la canción es una "épica...con algunos aspectos hermosos ", Edge ha dicho que la canción es difícil de manejar en vivo. Durante Zoo TV, casi todos los números de Achtung Baby (y el resto de la lista de canciones) fueron aumentados por secuenciadores para completar el sonido; en "Ultraviolet", el técnico de teclados debajo del escenario Des Broadberry tocando una figura de guitarra muestreada de fondo durante las partes solistas de Edge. Su última actuación como parte de la gira fue el 28 de agosto de 1993 en Dublín, después de lo cual la canción se retiró y no apareció en ninguna de las siguientes tres giras posteriores de U2 (PopMart, Elevation y Vertigo). The Edge tocó la canción en su Gibson Explorer.
En el U2 360° Tour, se tocó en el primer concierto, el 30 de junio de 2009 en Barcelona, donde se volvió a interpretar como parte del encore. Fue introducido por una voz robótica que leyó extractos del poema "Funeral Blues" de WH Auden, luego sería una introducción espacial, en donde aparecía Astrobaby aterrizando de su nave, con unos diálogos: "What time is it in the world? Achieve lift off. Turn on your radio, turn on your radio. Planet Earth is blue and there's nothing i can do" (¿Qué hora es en el mundo? Por fin pude aterrizar. Enciende tu radio, enciende tu radio. El planeta Tierra es azul y no hay nada que pueda hacer), con la última línea referenciando a Space Oddity, seguido por la aparición de Bono con una chaqueta tachonada de láser en un escenario oscuro iluminado solo por un micrófono brillante en forma de volante que cuelga desde arriba. Durante la actuación, Bono alternativamente abrazaría o colgaría del micrófono, o giraría alrededor de él, o lo balancearía por encima de la cabeza para enfatizar la letra. El New York Times dijo que su uso como "una canción de amor que puede funcionar como devocional" ayudó a mantener la música y los mensajes del programa en equilibrio, mientras que el Chicago Tribune dijo que Bono cantó la canción con fervor como parte de un bis durante el cual "Las ambiciones descomunales del programa produjeron un momento iluminado con neón que casi justificó la costosa empresa". Rolling Stone calificó la interpretación de la canción como "uno de los puntos culminantes del programa". las dos primeras etapas del recorrido, con cambios menores como el uso de una introducción diferente.
La banda también tocó la canción durante su aparición en televisión en Saturday Night Live el 26 de septiembre de 2009. En una aparición que evitó tanto sus sencillos recientes como sus éxitos más conocidos, "Ultraviolet" se tocó como el tercer número del grupo, en un estilo de puesta en escena de 360° Tour a medida que transcurrían los créditos finales del programa.

## Personal
- Bono - voz
- The Edge - guitarra eléctrica, segunda voz
- Adam Clayton - bajo eléctrico
- Larry Mullen Jr. - batería, percusión

## Versiones
La banda The Killers grabó una versión de este tema en 2011 para el álbum tributo AHK-toong BAY-bi Covered. "Achtung Baby era el '¡Mierda!' De U2. momento ", comentó el baterista Ronnie Vannucci, Jr." Yo estaba en la escuela secundaria cuando salió y manejábamos en el auto de la mamá de mi amigo y rockeábamos esa mierda todo el tiempo. Cuando nos pidieron que grabáramos una versión, 'Ultraviolet 'fue una elección unánime. Es reconfortante saber que todavía estamos en la misma página después de todos estos años. Lo volvimos a lo básico, lo simplificamos un poco, lo volvimos a la canción de rock de abajo".
El comienzo de la canción también fue muestreado por Enigma en su canción de 1994 "The Eyes of Truth".